# Залізничний міст
Залізничний міст — штучна споруда, яку будують для укладання залізничного полотна через водні перешкоди. На невеликих водотоках і суходолах влаштовують малі мости, труби або лотки. Різновидами мостів є шляхопроводи, віадуки та естакади. У місцях перетину залізничних і автомобільних доріг або двох залізничних лінії будують шляхопроводи. Для перетину ущелин, глибоких долин і ярів будують віадуки, для перетину з міською територією — естакади. Естакади також будують на підході до великих мостів.

## Конструкція моста
Міст складається з прогонових будов, що є основою для шляху та опор, що підтримують прогонові будови та передають тиск на ґрунт. Опори складаються з фундаменту та видимої частини (тіла). Фундаменти опор споруджуються при неглибокому заляганні міцних ґрунтів на природній основі, а при слабких ґрунтах - на палях. Кінцеві опори моста називаються підвалинами, а проміжні - биками. Підвалини служать підпірною стінкою, що примикає до мосту земляного полотна. Прогонові будови спираються на опори через опорні частини, які дозволяють прогоновій будові повертатися і поздовжньо переміщатися при згинанні під навантаженням і зміні температури. Під одним кінцем прогонової будови поміщають нерухомі опорні частини, що допускають тільки поворот, під іншим кінцем - рухливі, що переміщаються на катках. Прогонова будова складається з балок, ферм, зв'язків між ними та мостового полотна.

## Матеріали прогонової будови
Дерев'яні мости широко застосовувалися у період будівництва залізниць, і навіть під час Великої Вітчизняної війни для швидкого відновлення зруйнованих мостів. Перевагами цих мостів є простота конструкції, можливість використання місцевих матеріалів, дешевизна та швидкість спорудження. Однак вони недовговічні, пожежонебезпечні та складні у змісті.

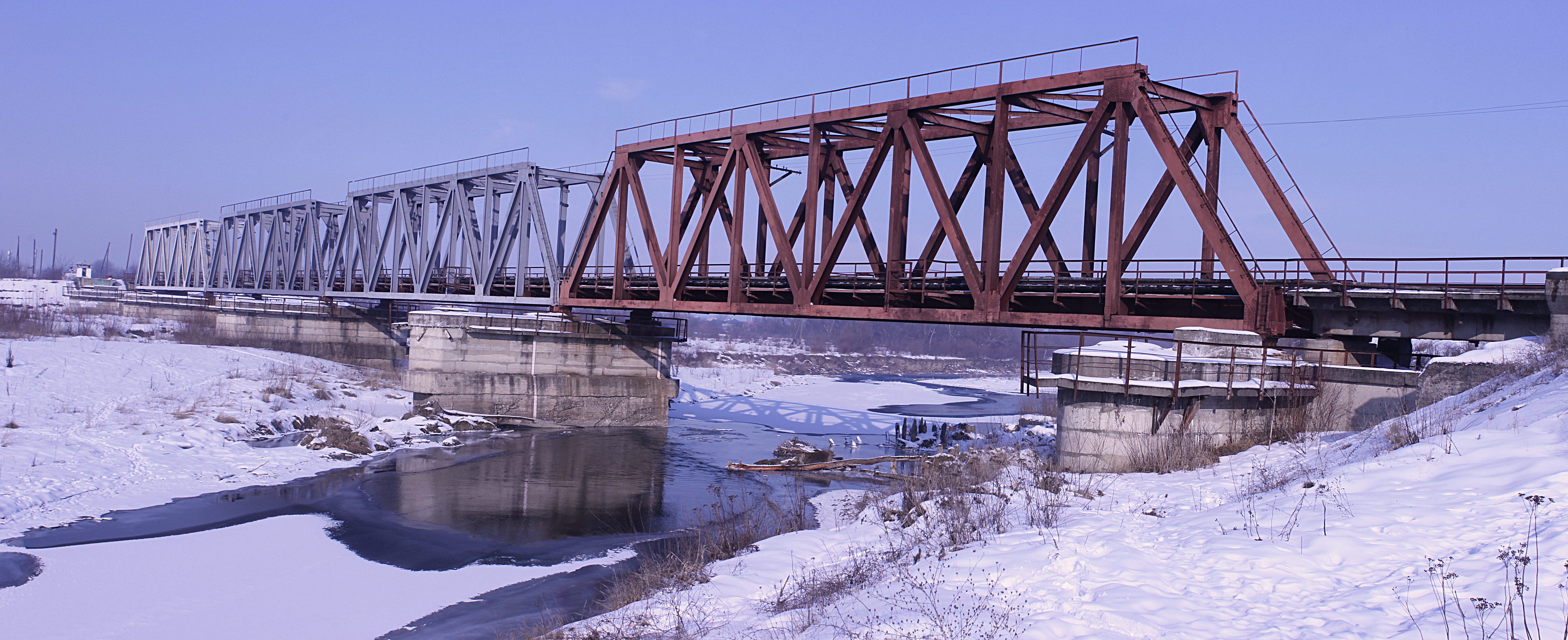
Залізничний міст через р.Бистриця, Івано-Франківська обл

У ХІХ ст. стала вельми поширеною для будівництва залізничних мостів отримав камінь. Кам'яні мости довговічні, надійні та вимагають невеликих витрат на утримання. Кам'яні мости мають значну власну масу, тому малочутливі до збільшення маси поїздів, менше за інші мости реагують на удари при русі поїздів, при їзді по них виробляється менше шуму. Недоліками кам'яних мостів є велика трудомісткість будівництва та обмежена довжина прогону. Наприкінці XIX - на початку XX ст. кам'яні мости поступилися місцем бетонним, залізобетонним і сталевим мостам.
Металеві мости набули широкого поширення завдяки високій міцності при порівняно малій масі, можливості застосування типових деталей, високої механізації складальних робіт. Металеві мости становлять близько 70% загальної протяжності залізничних мостів. Їх недоліками є велика витрата металу та необхідність ретельного догляду для запобігання корозії.
Залізобетонні мости є основним типом малих мостів. Вони більш довговічні, ніж металеві та вимагають менших витрат на утримання. Залізобетонні конструкції також застосовуються в середніх та великих прогонах залізничних мостів, проте їх велика маса ускладнює будівельно-монтажні роботи та потребує більш потужних опор.
У сталезалізобетонних мостах залізобетонна плита проїжджої частини або баластного корита об'єднана зі сталевими головними та поперечними балками або фермами та включена до спільної роботи з ними.

## Мостове полотно
На залізничних мостах застосовуються два види мостового полотна: з їздою на баласті та безбаластне. Полотно з їздою на баласті застосовується на залізобетонних та сталезалізобетонних мостах. Баластна призма використовується одношарова щебенева або двошарова з азбестового баласту поверх дренованого щебеневого шару. Баласт укладається в баластне корито, найменша товщина баласту під шпалою становить 25 см, найбільша товщина не повинна перевищувати 60 см через втрату бічної стійкості колії на товстому шарі баласту. Через велику власну вагу, що вимагає посилення мостових конструкцій, застосування мостового полотна з їздою на баласті обмежено прогонами 33 м для залізобетонних мостів і 55 м - для сталезалізобетонних.
Мостове полотно безбаластного типу застосовується переважно на металевих мостах. Для влаштування мостового полотна використовуються дерев'яні, металеві або залізобетонні поперечки (мостові бруси), а також суцільні залізобетонні плити. Мостові бруси укладаються на поздовжні (головні) балки з відривом 10—15 см одне від одного. Вертикальні прогини прогонових будов можуть досягати 1/800 розрахункового прогону. Для забезпечення плавності руху поїздів рейковій колії надають будівельний підйом по дузі кола або параболі за рахунок зміни висоти мостових брусів. Стріла підйому повинна приблизно відповідати величині прогину від половини нормативного вертикального навантаження.

## Охоронні пристосування

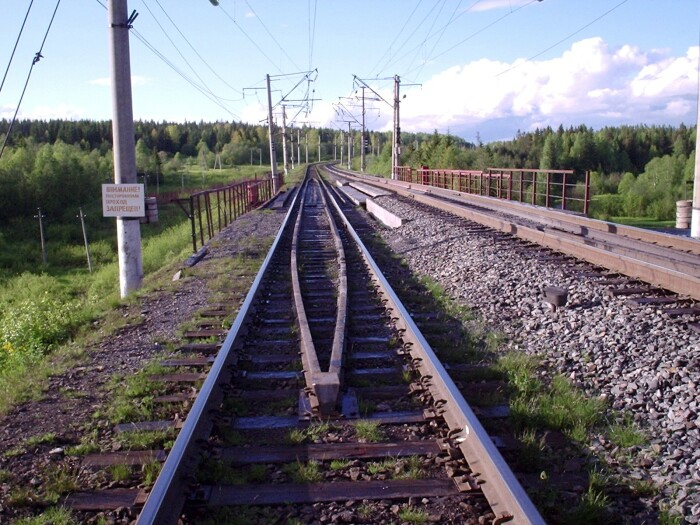
Початок контррейки

Охоронні пристрої призначені для забезпечення безпечного проходу поїзда у разі сходження колісної пари або візка на мосту або на підході до нього. Для цього всередині рейкової колії у кожної колійної рейки укладається суцільна лінія контррейок або контркутників. Контррейки обмежують бічні зміщення рухомого складу, що зійшов з рейок, запобігаючи його падінню та перекиданню. Контррейки протягують до задньої грані підвалин і далі їх кінці протягом не менше 10 м зводять «човником», металевим черевиком, що закінчується. Човен сприймає удар від колісної пари, що зійшла, і відхиляють її в жолоб між рейками і контррейками. На мостах з безбаластовим полотном із дерев'яних, металевих або залізобетонних брусів для запобігання поздовжньому зміщенню поперечок і провалу колеса між ними зовні колійних рейок укладаються охоронні (протиугінні) куточки або бруси.

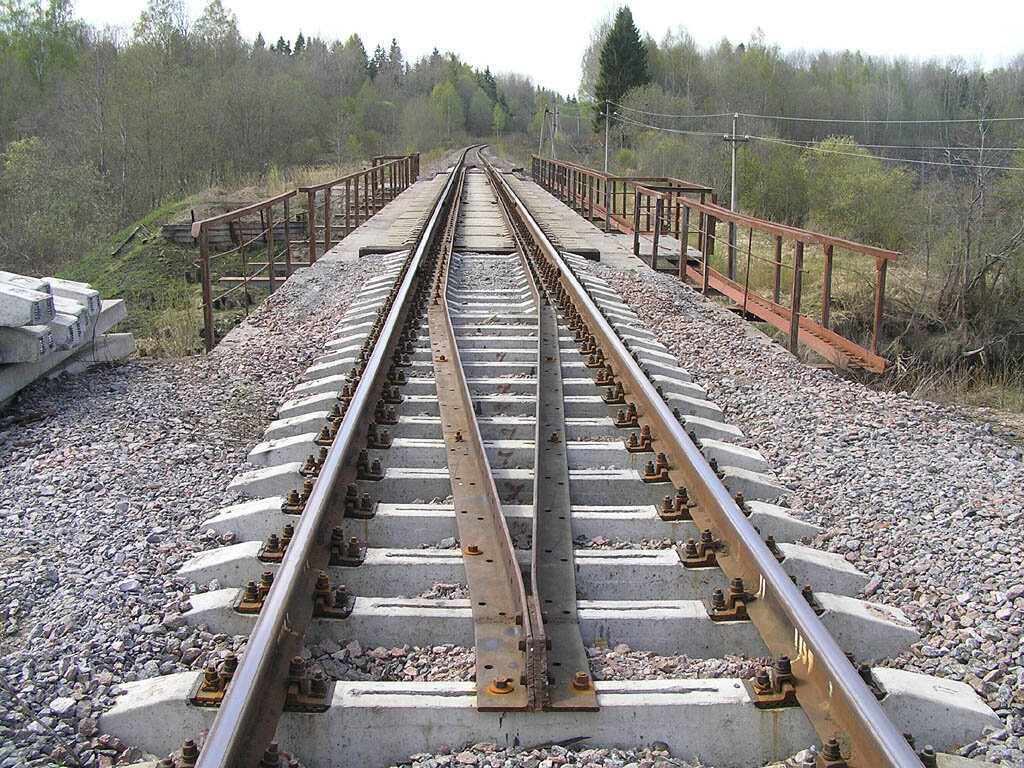
Початок контркутника

## Найстаріший залізничний міст у світі

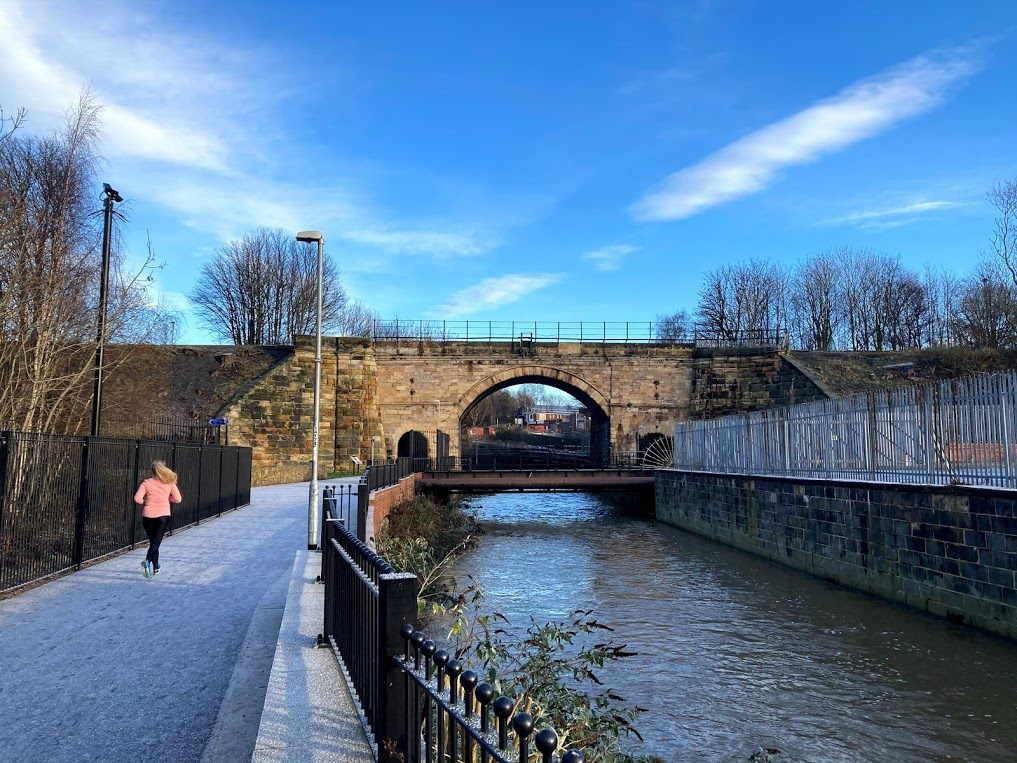
Скерненський міст

Міст Скерн — залізничний міст через річку Скерн у Дарлінгтоні, графство Дарем. Побудований у 1825 році для залізниці Стоктон і Дарлінгтон, він перевіз перший поїзд у день відкриття, 27 вересня 1825 року. Він досі використовується, будучи найстарішим залізничним мостом у світі, який постійно використовується. Це будівля I класу, яка входить до списку пам’яток.